# Tidpunkter för sport
Tidpunkter för sport är det datum, vecka och det klockslag då sport anordnas. Utomhus var tidigare eftermiddagar under veckoändar vanligast, men med alltmer belysning har även vardags- och fredagskvällar blivit allt vanligare.
Inom lagsport brukar sista omgången i seriespel starta samtidigt, så att inget lag skall kunna dra nytta av resultaten i matcher laget inte spelat.

## Olika sporter

### Bandy
I Sverige spelas matcher i de högre divisionerna oftast onsdag, fredag och söndag. Söndagsmatcher som börjar klockan 13:15 brukar kallas "klassisk bandytid" i Sverige.
En dag som är särskilt förknippad med bandy är annandag jul, den 26 december, då annandagsbandy spelas.

### Fotboll
Tidigare spelade man oftast mer eller mindre samlad omgång, oftast koncentrerad till veckoända, men under 1970-talet började man alltmer övergå till utspridda matchdagar, då alltfler matcher började visas i TV. Slutomgångar spelas dock fortfarande oftast samtidigt. Utspridda omgångar har ibland kritiserats, då många menar att det blir krångligare att läsa tabellen då lagen har olika antal omgångar spelade.
Från mitten av 1950-talet startade UEFA sina cupturneringar, och de kom snabbt att koncentreras i mitten av veckan. Länge spelades UEFA-cupen tisdag, Europacupen för mästarlag onsdag och Cupvinnarcupen torsdag.
Landskamperna var tidigare oftast koncentrerade till veckoändarna, men blev under 1970-talet alltmer förlagda till onsdagarna. Under 1990-talet blev det återigen vanligt med landskamper på söndagar, men onsdagsmatcherna förblev kvar.
I Italien var söndag eftermiddag vanligt spelas fotboll traditionellt lördag eftermiddag. Under 1970-talet började matcherna alltmer att spridas ut över veckan.
I Storbritannien spelas fotboll traditionellt lördag eftermiddag. Under 1970-talet började matcherna alltmer att spridas ut över veckan.
I Sverige spelas fotboll tidigare oftast söndag eftermiddag, men under 1970-talet matcher på vardagskvällarna, fredagskvällarna och lördagseftermiddagarna alltmer vanliga. Högstadivisionen spelar dock sällan på fredagskvällarna, ett undantag är dock bland annat matchen Djurgårdens IF Fotboll-Västra Frölunda IF (4-2 inför 2 850 åskådare) som spelades på Stockholms stadion på fredagskvällen den 1 september 1995. Dock har långfredag ibland använts, men då med spel på eftermiddagen.

### Ishockey
Proffligan NHL spelar omgångar som är utspridda över alla veckans sju dagar.
Då Europaligan EHL drog igång säsongen Då Europaligan 1996/1997 blev tisdagskvällarna matchtid. Då CHL drar igång säsongen 2008/2009 kommer onsdagskvällarna användas.
I Sverige spelades Elitserien tidigare oftast tisdag kväll, torsdag kväll och söndag eftermiddag. Säsongen 1996/1997 påbörjades en minskning av söndagsmatcherna, till förmån för matcher lördag eftermiddag, senare även lördag kväll.

### Skidsport
Under andra halvan av 1990-talet blev så kallade kvällskörningar allt vanligare inom alpin skidsport. Inom nordisk skidsport brukar sprintdistanser avgöras på kvällstid, medan övriga tävlingar även fortfarande oftast avgörs tidigare på dagen.